# Ixias pyrene
Ixias pyrene es una especie  de pequeño lepidóptero (mariposa) ditrisio de la familia Pieridae propia del Sudeste asiático.

## Descripción
Cría macho durante la estación seca.
Cara dorsal de las alas amarillo azufre de color de fondo; ala anterior con la base y la mitad basal de la costa con profusión de pintas negras, la mitad apical del ala negra, con un gran parche irregular triangular de color naranja, cuyo ápice es más o menos redondeado y romo, el color naranja se extiende hacia el ápice de la celda de accionamiento del ala se interrumpe allí en un punto negro que se extiende de forma difusa hacia el interior y se une a la barra oblicua negra que forma la base de la zona de color naranja y las venas negras que atraviesan este último. Ala posterior de color uniforme con algunas pintas negras en la base extrema; termen con un borde negro grisáceo angosto (a veces inexistente) el cual disminuye su espesor al avanzar hacia la zona posterior. 
Cara inferior de las alas de color amarillo más oscuro, con baja densidad de filigrana de líneas cortas en tono herrumbre y puntos diminutos. Ala anterior con el área base y posterior en general, con un tinte pálido viridiscente blanquecino; filigrana de líneas delgadas y puntos diminutos más numerosos hacia el ápice y en el termen; interespacios 4, 5, 6 y 8 con una serie de puntos y manchas curvas subapicales pequeñas y redondeadas de color rojizo pardo y una mancha similar en los discocelulares. Ala trasera también con una mancha herrumbre parda en los discocelulares, seguida por una serie de manchas postdiscales similares en los interespacios 3 a 8, todas o la mayoría de ellas con centro blanco, más grandes las manchas en interespacios 5, 6 y 8 , mientras que las de 5 y 6 a veces coalescen. Las antenas y tórax anterior de color herrumbre pardo, tórax posterior y anterior del abdomen negro, cabeza, tórax y parte inferior del abdomen amarillo.

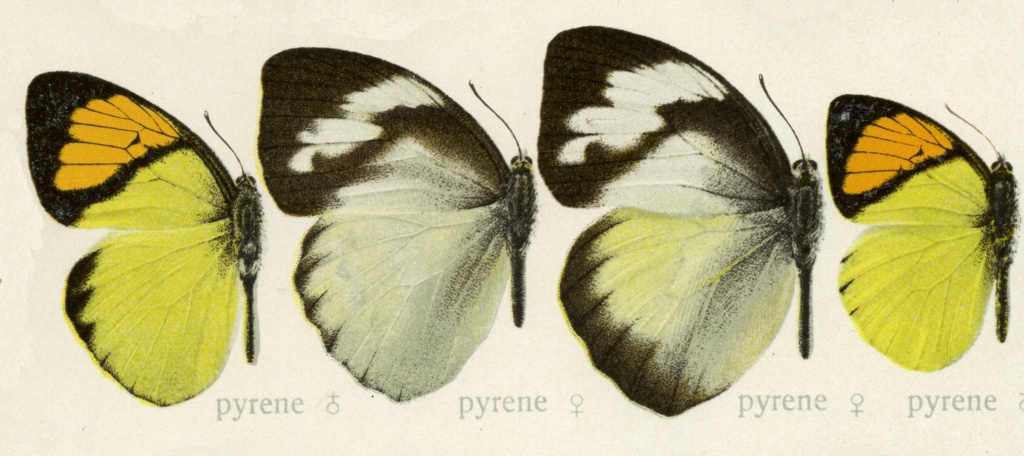

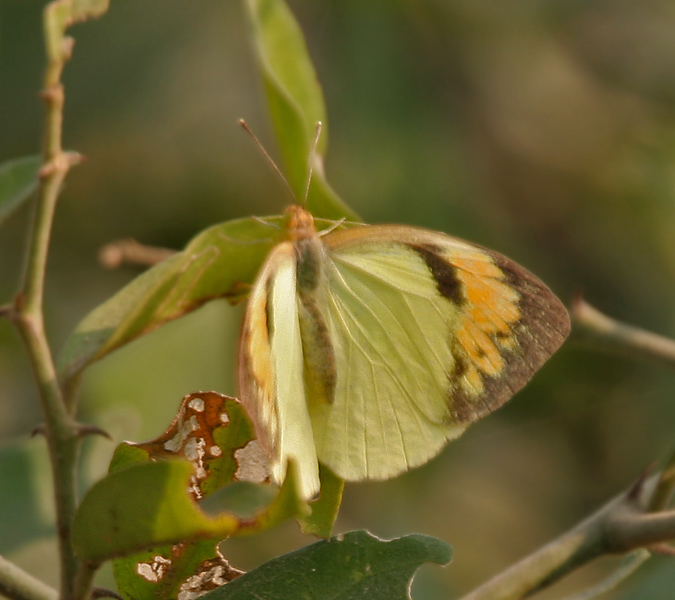
Cría hembra durante la estación seca en Hodal en Faridabad distrito de Haryana, India.

Dorso de la hembra: blanco con una ligera coloración amarilla. Ala anterior: la mitad apical negra, con un parche irregular  amplio oblicuo del color base que se extiende hasta el apex superior de la célula, en la parte interna de éste el negro se reduce a una franja oblicua corta que se ensancha en el ápice inferior de la célula, desde donde continúa como una difusa franja delgada algo oblicua al tornus, la cual se abre nuevamente en forma brusca y se une al negro en el termen, el margen exterior de la mancha blanca oblicua está irregularmente crenulado, a veces trisinuado. El color negro en el ápice a menudo forma un ángulo recto en la vena 4, en la parte posterior del parche blanco hay un punto negro en el espacio intermedio 2 y otro en el espacio 3. Ala trasera: uniforme, unos pocos esbeltos trazos transversales esbeltos subobsolete, el margen de la terminal a veces posee (más a menudo no) un ribete estrecho negro, que se ensancha anteriormente en los ápices de las venas.
Reverso: similar al del macho, con marcas similares, el color base es un ocre oscuro pálido, la filigrana delgada de líneas en tono herrumbre es más numerosa. Antenas, cabeza, tórax y abdomen iguales a las del macho.

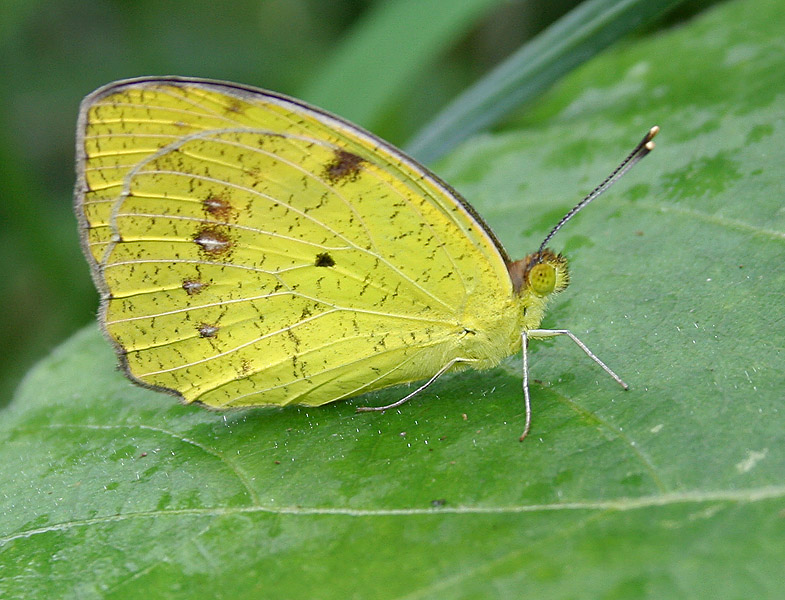
Aspecto durante la estación húmeda en Hyderabad, India.

## Lista de subespecies
- Ixias pyrene cingalensis Moore
- Ixias pyrene sesia Fabricius
- Ixias pyrene latifasciata Butler, 1871
- Ixias pyrene alticola Pendlebury, 1933
- Ixias pyrene birdi Distant, 1883
- Ixias pyrene verna H. Druce, 1874
- Ixias pyrene ludekingi Vollenhoven
- Ixias pyrene balice Boisduval
- Ixias pyrene insignis Butler
- Ixias pyrene andamana Moore
- Ixias pyrene clarki Avinoff
- Ixias pyrene undatus Butler
- Ixias pyrene hainana Fruhstorfer
- Ixias pyrene yunnanensis Fruhstorfer, 1902

## Galería

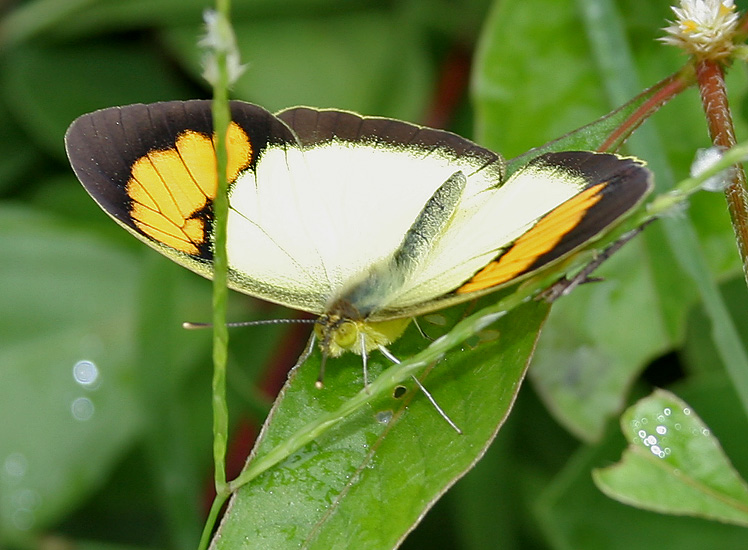
Aspecto durante la estación húmeda en Hyderabad, India.
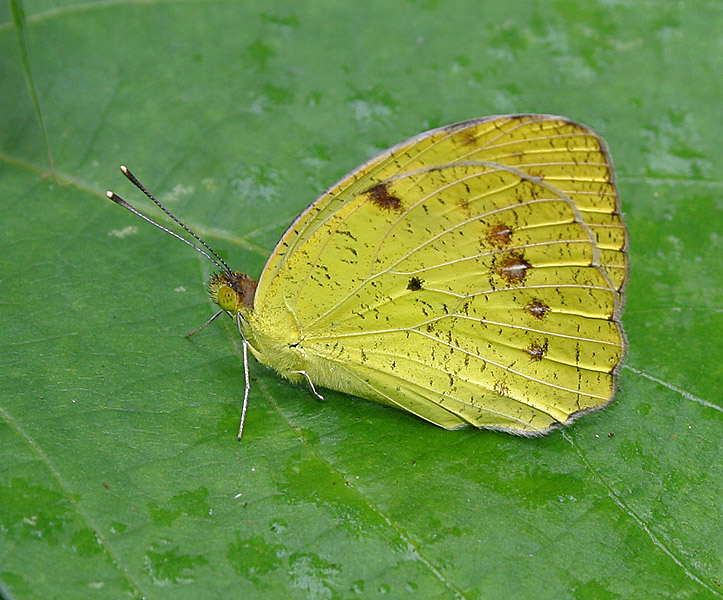
Aspecto durante la estación húmeda en Hyderabad, India.
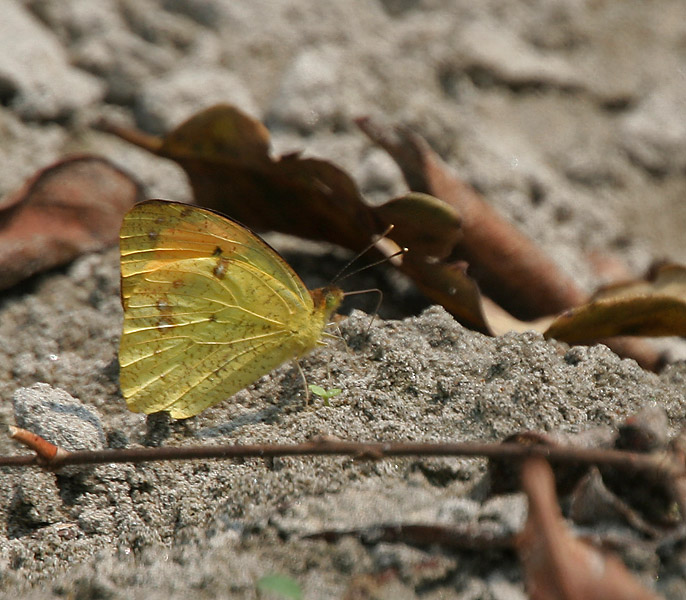
Aspecto del macho durante la estación seca en Jayanti en el Parque Nacional de Buxa en distrito de Jalpaiguri, West Bengal, India.
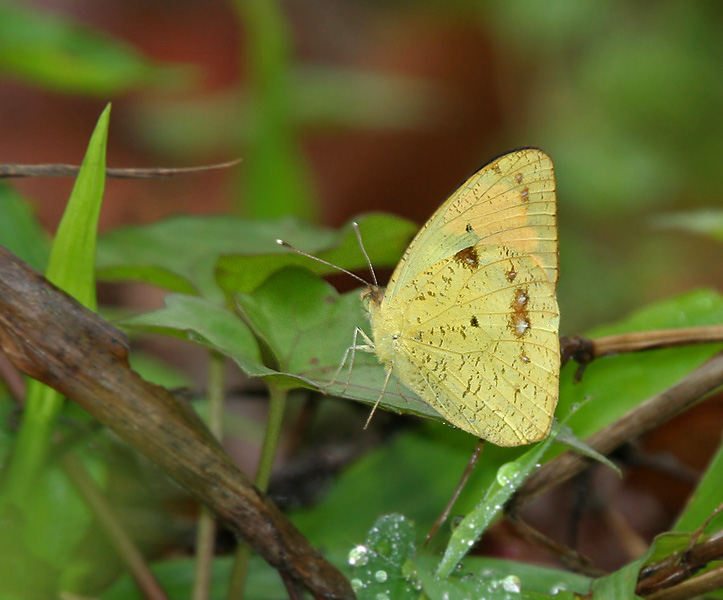
Aspecto del macho durante la estación seca en 23 Mlie cerca de Jayanti en el Parque Nacional de Buxa en el distrito de Jalpaiguri, West Bengal, India.
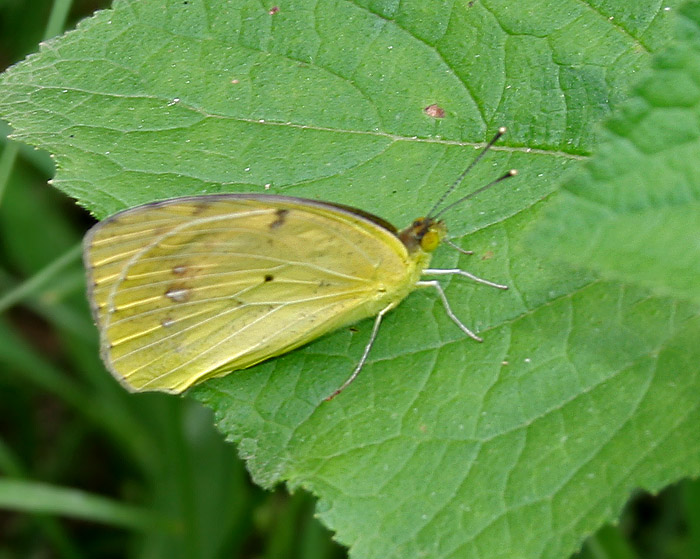
Aspecto durante la estación húmeda en Ananthagiri Hills, en el distrito de Rangareddy, Andhra Pradesh, India.
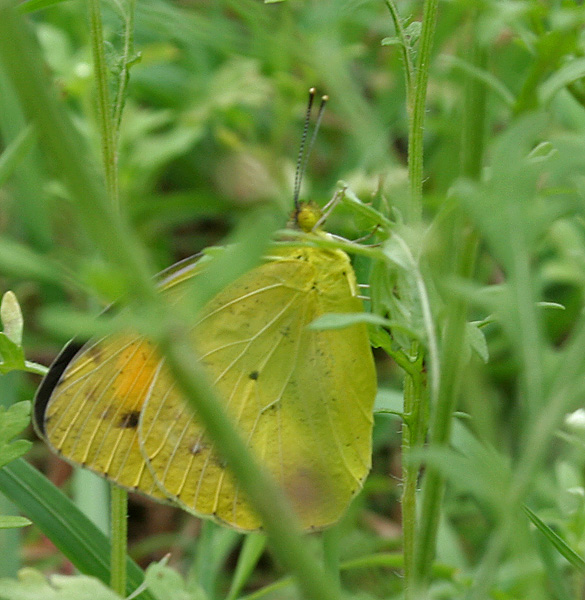
Aspecto durante la estación húmeda en Ananthagiri Hills, en el distrito de Rangareddy, Andhra Pradesh, India.
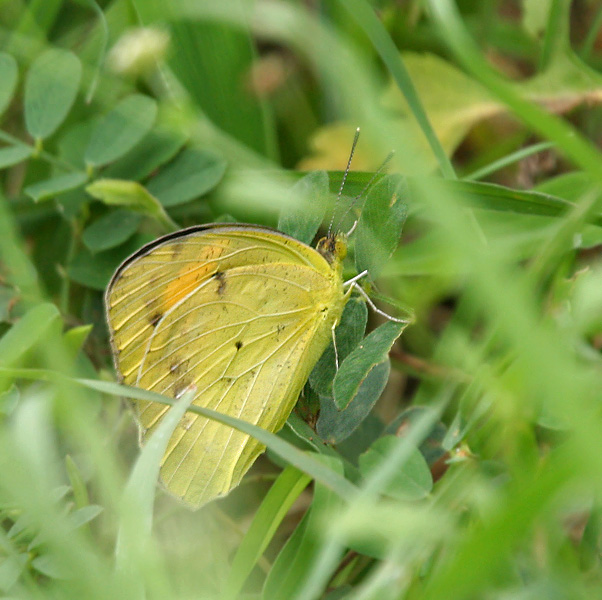
Aspecto durante la estación húmeda en Ananthagiri Hills, en el distrito de Rangareddy, Andhra Pradesh, India.
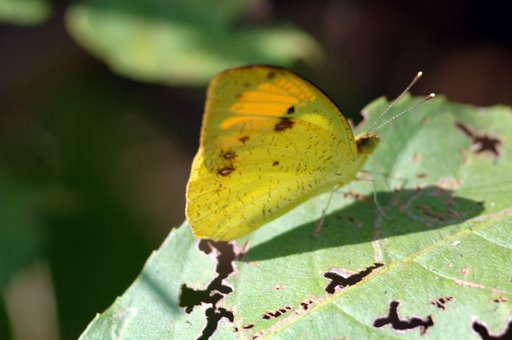
Cría durante la estación húmeda.

- Datos: Q2191711
- Multimedia: Ixias pyrene / Q2191711
- Especies: Ixias pyrene